# De Vrijheid (Beesd)
De Vrijheid is een korenmolen in Nederland, in de voormalige gemeente Geldermalsen, die opgegaan is in West Betuwe. De molen staat aan de Molendijk even buiten het dorp Beesd. In 1826 werd de molen verkocht aan de molenaar Fransiscus Moot, die een gevelsteen liet inmetselen. Op de plaats van De Vrijheid stond al sinds de 14e eeuw een dwangmolen die onder de Norbertijnerabdij Marienweerd viel. Het exacte bouwjaar van de huidige molen is onbekend, maar ligt ergens in de 18e eeuw. Tijdens de Tweede Wereldoorlog werden met de molen seinen gegeven aan het verzet. Bij de restauratie in 1968 heeft de tot dan toe naamloze molen zijn huidige naam "De Vrijheid" gekregen, als herinnering hieraan.
De molen is uitgerust met één koppel maalstenen.
In de molen is een molenwinkel waar streekproducten worden verkocht.

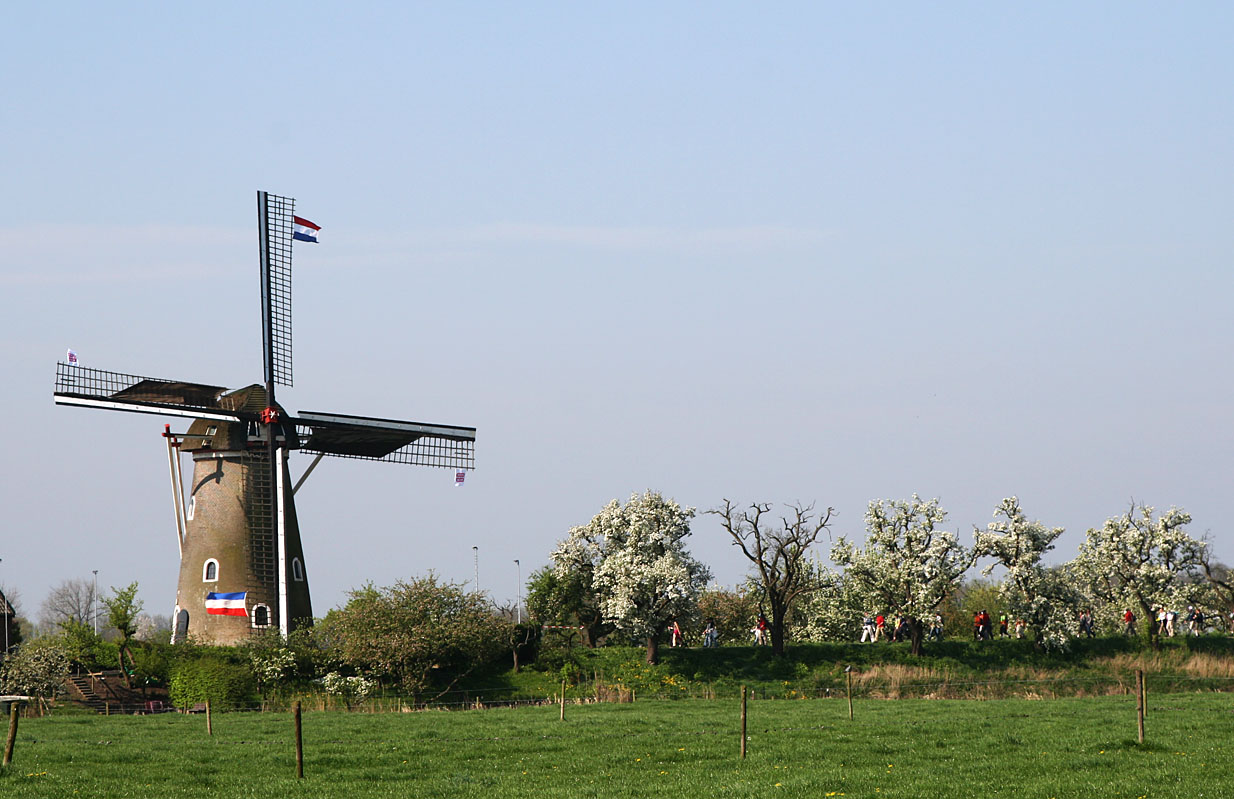
Bloesemtocht langs de molen De Vrijheid in Beesd